# Petujovo
Petujovo (en ruso: Петухо́во) es una ciudad del óblast de Kurgán, Rusia, ubicada en la ladera este de los montes Urales, a 180 km al sureste de Kurgán, la capital del óblast. Su población en el año 2010 era de 11 300 habitantes.

## Historia
Se fundó en 1892 como un asentamiento cercano a la estación del ferrocarril transiberiano. En 1944 obtuvo el estatus o categoría de ciudad.